# Miecznikowo-Cygany
Miecznikowo-Cygany (Mecznikowo, Miecznikowy, Myecznykowo Pyerdonye, Myeczynykowo Cygany) – wieś w Polsce położona w województwie warmińsko-mazurskim, w powiecie nidzickim, w gminie Janowiec Kościelny, położona 10 km na południowy wschód od Nidzicy.
W latach 1975–1998 miejscowość administracyjnie należała do województwa olsztyńskiego.

## Historia
Pierwsze wzmianki o tej miejscowości znaleźć można już w okresie średniowiecza.
Słownik historyczno – geograficzny województwa płockiego w średniowieczu, podaje następujące informacje:
1.1452 z płoc. (MK 337, 101);
2. 1497 n. distrykt mławaski (MS II nr 886)
3. 1578 powiat mławski, parafia Janowiec Kościelny (ŹD 79).
4. Własność szlachecka, 1411 Czyszko z Miecznikowa (Lites II, 196);
- 1446 Stanisław z Miecznikowa zamienia z Pawłem, Dziersławem, Majkiem, Mikołajem i Janem z Olszewa [ – Chlebowa] 5 włók w Miecznikowie na ich części w Olszewie [- Chlebowie] (MK 335, 111);

- 1451 Stanisław z Olszewa [ – Chlebowa] odstępuje Janowi synowi Mścisława z Młodynina część w Olszewie [- Chlebowie], otrzymaną w drodze zamiany na Miecznikowo od Jana i Pawła z Miecznikowa za 30 kóp groszy w szelągach (MK 335, 40);

- 1452 Katarzyna z Miecznikowa kwituje brata Mikołaja z zadośćuczynienia za dobra ojcowskie i macierzyste (MK 335, 127); Jan z Miecznikowa sprzedaje Mikołajowi z Miecznikowa swą część w Miecznikowie, leżącą między częścią tegoż Mikołaja a wdowy (MK 337, 101; MK 5, 18);

- 1470 Anna córka Obizora z Wieczfni żona Mikołaja z Miecznikowa, kwituje swych braci: Macieja plebana z Wieczfni i Junoszę, z zadośćuczynienia za dobra dziedz. w Wieczfni (MK 9, 5);

- 1497 król Jan Olbracht daje Tomaszowi Bartnickiemu chorążemu płockiemu między innymi skonfiskowane dobra Michała, Andrzeja, Macieja Pierdona i syna jego Jakuba, Wojciecha Pierdona i innych z Miecznikowa (MS II nr 886);

- 1531: Paweł – ½ włóki folwarku, Marcin – ½ włóki folwarku, Jan – ½ włóki folwarku, Grzegorz – ćwierć włóki folwarku, Mikołaj Miacho – ½ włóki folwarku, młyn o 1 kole w dzierżawie rocznej, Filip – ½ włóki folwarku (RP 41, 146).

5. 1411 Krzyżacy rabują ludziom Czyszka z Miecznikowa 15 sztuk bydła i konie o wartości 40 grzywien toruńskich (Lites II, 196);
- 1413 Mieszkańcy wsi Miecznikowo obrabowani przez Krzyżaków (Lites III, 167).

Wiek XIX
W XIX wieku wieś Miecznikowo Cygany liczyła 3 domy i 23 mieszkańców. Należała ona do województwa płockiego, leżała w powiecie mławskim, w parafii Janowiec Kościelny.
Wiek XX
W 1921 roku wieś ta liczyła 5 domów i 76 mieszkańców w tym 37 mężczyzn i 39 kobiet, wszyscy oni byli Polakami.
Obecnie wieś liczy około 40 mieszkańców.
Obiekty zabytkowe na terenie miejscowości
- 13/35-61 ślady osadnictwa wcz. ep. Żelaza osada wczesnośredniowieczna

- 14/35-61 osada wczesnośredniowieczna

- 27/35-61 ślady osadnictwa neolitycznego ślady osadnictwa nowożytnego; ślady osadnictwa starożytnego

Zobacz też: Miecznikowo-Gołębie, Miecznikowo-Kołaki
Słownik historyczno – geograficzny województwa płockiego w średniowieczu, Wrocław, Warszawa 1980.
W mazowieckiej przestrzeni kulturowej. Prace ofiarowane w 80. rocznice urodzin profesora Ryszarda Juszkiwicza, Warszawa 2007.
Słownik geograficzny Królestwa Polskiego i innych krajów słowiańskich, Warszawa 1882
A. Borkiewicz – Celińska, Osadnictwo Zawkrza w okresie książęcym. Studia i materiały do dziejów Ziemie Zawkrzeńskiej, t. 1, Warszawa 1971
Tabela miast, wsi, osad Królestwa polskiego z wyrażeniem ich położenia i ludności alfabetycznie ułożona w Biurze Komisji Rządowej Spraw Wewnętrznych i Politycznych, Warszawa 1827, t.1-2.
Spis ludności z dnia 30 wrzesień 1921 r. (bez objętej spisem wojskowym)
Wykaz Sołtysów Gminy Janowiec kościelny w Kadencji 2006 – 2010